# Jimmy Giuffre
James Peter Giuffre (Dallas (Texas), 26 april 1921 - Pittsfield (Massachusetts), 24 april 2008) was een jazzcomponist, arrangeur, saxofonist en klarinettist.

## Leven en werk
Hij begon klarinet te spelen toen hij 9 jaar oud was. Hij studeerde aan North Texas State University en speelde voor lokale groepen. Na zijn diensttijd (waarin hij speelde in de legerband), speelde hij tenorsaxofoon en ging werken als arrangeur voor verschillende bands, waaronder die van Jimmy Dorsey en drummer Buddy Rich. Zijn eerste succes had Giuffre als arrangeur voor de bigband van Woody Herman, the Thundering Herd. Hiervoor zou hij tevens het befaamde 'Four Brothers' (1947) schrijven.
Begin jaren vijftig verhuisde hij naar Los Angeles en speelde met verschillende groepen, onder meer enkele bands van Shorty Rogers. In deze tijd studeerde hij bij dichter en componist Dr. Wesley La Violette, die hem liet kennismaken met contrapuntische muziek. Het zou van grote invloed zijn op Giuffre.  Van 1954 tot 1958 maakte hij verschillende platen voor de labels Capitol en Atlantic. Zijn belangrijkste album in die tijd was 'Clarinet' (1956). Hij werkte met een trio-format, zonder piano en drums, met Jim Hall (gitaar) en Ralph Pena (bas) (later vervangen door Jim Atlas). Met dit trio, Jimmy Giuffre 3, maakte hij blues-based folk jazz, zoals Giuffre het noemde. In 1957 scoorde het trio een kleine hit, 'The Train and the River'. Toen Pena het trio verliet, werd de bassist vervangen door een trombonist, Bob Brookmeyer. Deze zeer ongebruikelijk line-up was voor een deel geïnspireerd door de klassieke componist Claude Debussy. Het trio in deze bezetting is te zien in de documentaire 'Jazz on a Summer's Day', een registratie van het Newport Jazz Festival van 1958.
Na het vertrek van Brookmeyer, kwam Giuffre in 1961 met een nieuw trio, met pianist Paul Bley en bassist Steve Swallow. Het trio maakte muziek die in die tijd niet goed werd begrepen en gewaardeerd: free jazz, maar dan rustige free jazz. Het onderzocht nieuwe wegen in geïmproviseerde jazz, enkele jaren voor de free improvisation-boom in Europa. Met deze groep toerde Giuffre een maand door Duitsland en maakte het opnames voor een plaat voor CBS. Het album moest 'Yggdrasil' ('Tree of Universe') heten, maar werd pas later uitgebracht onder de titel 'Free Fall'. De groep maakte tevens opnames voor Verve. Kort na de release van 'Free Fall' besloot het trio ermee te stoppen. Hoewel in die jaren ondergewaardeerd, beschouwen veel fans en musici deze groep als een van de belangrijkste groepen in de geschiedenis van de jazz.
In 1964 en 1965 speelde Giuffre met Don Friedman en Barre Philips. Van dit trio bestaan geen opnames. In 1970 maakte Giuffre muziek voor een choreografie van Jean Erdman ('The Castle'). Begin jaren zeventig kwam Giuffre met een nieuw trio, met bassist Kiyoshi Tokunaga en percussionist Randy Kaye. Er werden enkele opnames gemaakt voor het label Choice. Beïnvloed door de elektrische jazz van Weather Report formeerde Giuffre begin jaren tachtig Jimmy Giuffre 4, met Kaye, Pete Levin (synthesizer) en (elektrische) bassist Bob Nieske. De groep maakte drie albums voor Soul Note. Met Andre Jaume werd in 1988 een live-album opgenomen. In 1993 werd het nu befaamde trio met Swallow en Bley opnieuw opgericht, resulterend in het album 'Conversations with a Goose'. Er werd een tournee in Europa gemaakt. In die jaren leed Giuffre al aan de ziekte van Parkinson.
In de jaren zeventig werd Giuffre docent aan Rutgers New York University. Later zou hij ook les geven aan New England Conservatory of Music in Boston. 
Ruim dertig jaar woonde hij met zijn vrouw Juanita in een watermolen in Pittsfield, New England.